# アルファロメオ V6エンジン

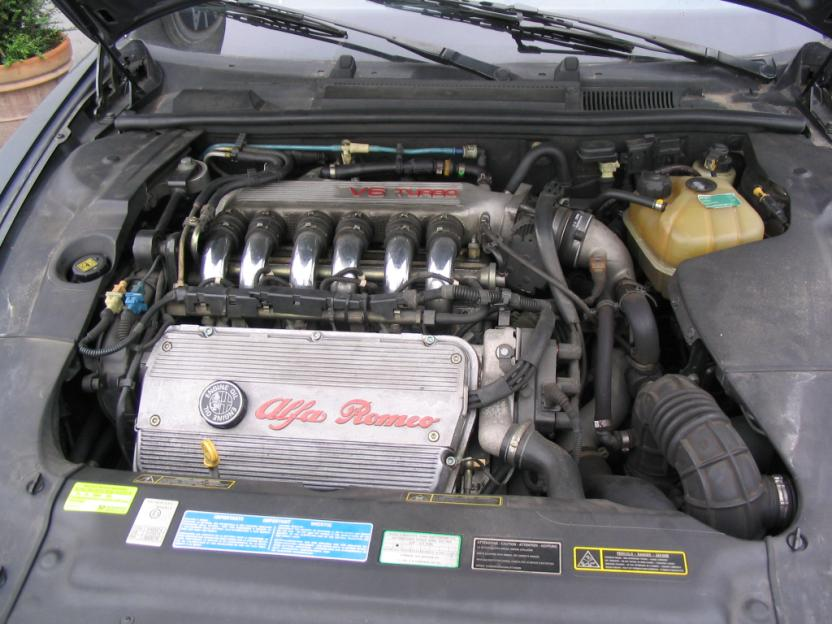
アルファロメオ・166に搭載された、2.0L V6 12Vターボ仕様

アルファロメオ V6エンジン(通称ブッソV6)は、アルファロメオによって開発された、60度V型6気筒の自動車用ガソリンエンジンである。

## 概要
1970年代前半、ジュゼッペブッソにより開発されて以来、1979年から2005年にかけ、改良が加えられながら長きにわたり生産された。すべてがオリジナルのアルファロメオ製のエンジンとしては、最後のエンジンである。
ブッソV6が初搭載されたモデルはアルファ6で、仕様は排気量2.5L(2,492cc)、SOHC12バルブであった。
その後改良が加えられ、排気量は2.0Lから3.2L(1,996cc-3,179cc)のバリエーションが存在する他、バルブトレーンはDOHC24バルブ仕様となった。DOHC仕様が初搭載されたのはアルファロメオ・164で、シリンダーブロックはアルミニウム製、排気バルブはナトリウム封入バルブが使用された。
また，ブッソV6はキットカーにも搭載され、アルティマ GTR、ホーク HF シリーズ、DAXそしてギレ・ヴェルティゴ スポーツ カーや、ランチア・アウレリア B20GT アウトローなどに搭載された。
EVO magazineは2011年8月、「オリジナルのアルファロメオV6エンジン(ブッソV6)は、市販車用の6気筒エンジンとして最も素晴らしい音を奏でるエンジンである。」と評価しており、ブッソV6は「アレーゼのバイオリン」「アルファのバイオリン」とも呼ばれている。ちなみに、ブッソV6はスケートリンク等の整備に用いられる整氷車(イタリアengo社製)にも搭載されている。

## 12バルブ（一気筒2バルブ）仕様

### 2.0
排気量2.0L(1,996cc)仕様は1983年に登場した。 136 PS (100 kW; 134 hp) のキャブレター仕様と、132 PS (97 kW; 130 hp)のインジェクション仕様の両方が当初から存在した。
採用車種:
- 1983–1986 アルファロメオ・アルファ6 2.0 V6
- 1984–1987 アルファロメオ・90 2.0 V6

### 2.0 ターボ
排気量2.0L(1,996cc)ターボ仕様は、完全電子制御の3.0L 12V仕様をベースに開発され、1991年アルファロメオ164に搭載された。ボア×ストロークは80mm×66.2mmで、出力は210 PS (154 kW; 207 hp)．
当時のイタリアでは2.0L以上の排気量では税率が高くなる税制であったことを踏まえ、おもにイタリア国内向けとして開発された仕様である。
採用車種:
- 1991–1992 アルファロメオ・164 V6 ターボ
- 1992–1997 アルファロメオ・164 スーパー V6 TB
- 1994–2000 アルファロメオ・GTV 2.0 V6 TB
- 1998–2000 アルファロメオ・スパイダー 2.0 V6 TB
- 1996–2000 アルファロメオ・166 スーパー V6 TB

## 生産終了
ブッソV6エンジンは、2005年 アルファロメオ アレーゼ工場で生産終了を迎えた。ランチア・テージス、アルファロメオ・166そしてアルファロメオ・GTに搭載される5,000基が生産された後、生産終了した。アルファロメオ・159とアルファロメオ・ブレラに搭載される新型の3.2LV6エンジンは、ゼネラルモータースのエンジンブロックに、アルファロメオのシリンダーブロックとインジェクションを備えたものだった。イギリスのエンジンビルダーであるコスワースは、ブッソV６エンジンの組み立てラインの買収を希望したものの、交渉に失敗し実現しなかった。最終型である3.2L仕様のエンジンはユーロ4に適合しており、あと2,3年は生産が可能であると思われていた。
ちなみに、ブッソV6エンジンの開発者であるジュゼッペブッソは、最後のブッソV6エンジンがアレーゼで生産されてから2,3日の間に亡くなっている。